# Кудеяровка (Нижегородская область)
Кудеяровка — деревня в Большеболдинском районе Нижегородской области России. Входит в состав Черновского сельсовета.

## История
В 1688 г. ей владел Дубасов Гаврила Иванович, стольник, Пьянский ст. (в деревне был только один двор).
В источниках 17 и 18 в. именуется Притыка Кудеяровка тож.
С XVIII в. была владением помещиков Новосильцевых. С 19 в. именуется Кудеяровка.
В середине 19 в. произошло массовое переселение крестьян в другие владения Новосильцевых.

## География
Деревня находится в юго-восточной части Нижегородской области, в зоне хвойно-широколиственных лесов, на правом берегу реки Сали, на расстоянии приблизительно 7 километров (по прямой) к северо-востоку от села Большое Болдино, административного центра района.
Климат
Климат характеризуется как умеренно континентальный, с тёплым летом и умеренно холодной многоснежной зимой. Среднегодовая температура — 3,9 °C. Средняя температура воздуха самого тёплого месяца (июля) — 19,2 °C (абсолютный максимум — 39 °C); самого холодного (января) — −12,3 °C (абсолютный минимум — −44 °C). Среднегодовое количество атмосферных осадков составляет около 516 мм, из которых 361 мм выпадает в период с апреля по октябрь. Снежный покров устанавливается, как правило, в конце октября — ноябре и держится в среднем 144 дня.
Часовой пояс
Деревня Кудеяровка, как и вся Нижегородская область, находится в часовой зоне МСК (московское время). Смещение применяемого времени относительно UTC составляет +3:00.

## Население
| 1999 | 2002 | 2010 |
| ---- | ---- | ---- |
| 55   | ↘46  | ↘30  |

Национальный состав
Согласно результатам переписи 2002 года, в национальной структуре населения русские составляли 100 % из 46 чел.